# Territoire de Jäniskoski–Niskakoski

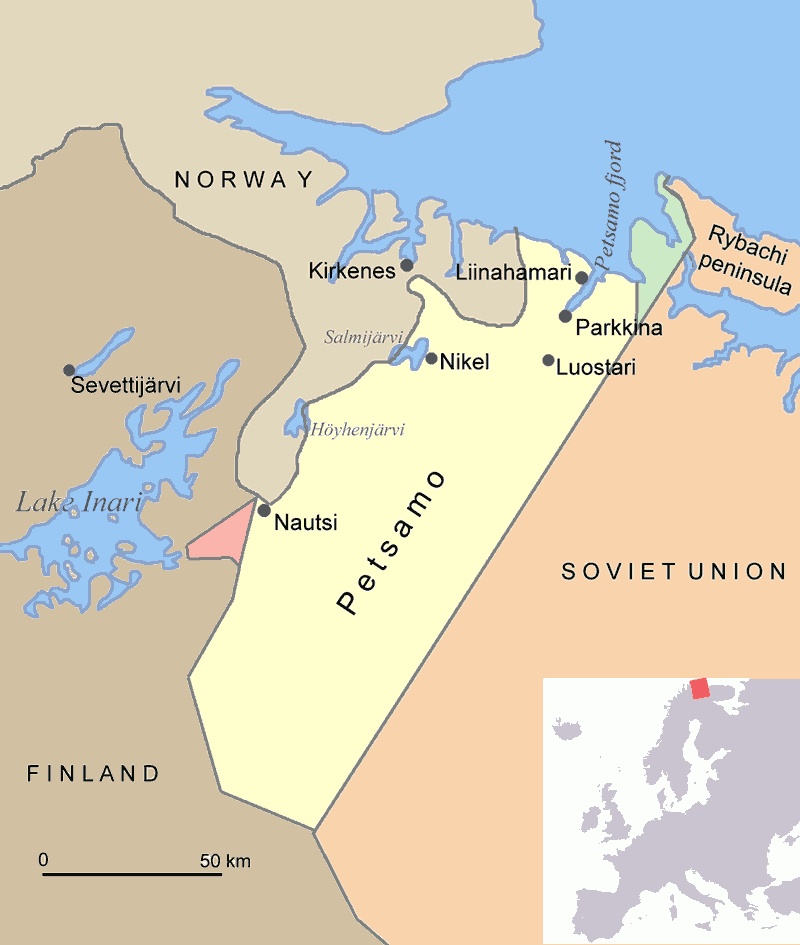
En rose, le territoire de Jäniskoski–Niskakoski
En vert, territoire cédé à l'Union soviétique en 1940

Le territoire de Jäniskoski–Niskakoski aujourd'hui dans la fédération de Russie appartenait anciennement à la Finlande, à la commune d'Inari.
Après l'annexion de Petsamo par l'URSS à la suite de la guerre de continuation, les mines de nickel de la région se retrouvent du côté soviétique de la frontière. La Finlande est alors accablée par les réparations de guerre : une indemnité de 300 millions de dollars due à l'URSS, qu'elle était dans l'incapacité de régler, d'autant que les investissements allemands en Finlande ont été confisqués par les Soviétiques.
En 1947, peu après le traité de Paris, les Finlandais et les Soviétiques se mettent d'accord. Les seconds renoncent à leurs exigences et acceptent même de rendre une partie des investissements allemands confisqués, en échange d'un territoire sans habitants permanents de 176 km2, formant un triangle le long de la rivière Paatsjoki à proximité du petit village de Nellim (fi) et comprenant la centrale hydroélectrique de Jäniskoski. Ce territoire offrait aussi la possibilité d'y construire une deuxième centrale hydroélectrique pour augmenter la production d'énergie nécessaire aux usines de nickel.